# Dendrocalamus nudus
Dendrocalamus nudus är en gräsart som beskrevs av Pilg.. Dendrocalamus nudus ingår i släktet Dendrocalamus och familjen gräs.
Artens utbredningsområde är Thailand. Inga underarter finns listade i Catalogue of Life.